# Ramunė Pekarskytė
Ramunė Pekarskytė (* 5. Oktober 1980 in Pasvalys, Litauische SSR) ist eine ehemalige isländisch-litauische Handballspielerin, die für die litauische Nationalmannschaft und die isländische Nationalmannschaft auflief.

## Karriere

### Im Verein
Ramunė Pekarskytė spielte beim litauischen Verein Eastcon AG Vilnius. Nachdem die Rückraumspielerin im Jahr 2003 mit Eastcon AG Vilnius die litauische Meisterschaft gewonnen hatte, schloss sie sich dem isländischen Erstligisten Haukar Hafnarfjörður an. Mit Haukar Hafnarfjörður  gewann sie im Jahr 2005 die isländische Meisterschaft sowie in den Jahren 2006 und 2007 den isländischen Pokal. Im Jahr 2010 wechselte sie zum norwegischen Erstligisten Levanger HK. Ramunė Pekarskytė belegte mit 129 Treffern in der Spielzeit 2010/11 den zweiten Platz in der Torschützenliste der höchsten norwegischen Spielklasse. In der Saison 2013/14 stand sie beim dänischen Erstligisten SønderjyskE Håndbold unter Vertrag. Anschließend schloss sich die Rechtshänderin dem französischen Erstligisten Le Havre AC Handball an, mit dem sie im Halbfinale des EHF Challenge Cup 2014/15 stand. Im Sommer 2015 kehrte sie zu Haukar Hafnarfjörður zurück. Ramunė Pekarskytė schloss sich im Jahr 2017 UMF Stjarnan an. Anschließend lief sie nochmals in der Saison 2018/19 für Haukar Hafnarfjörður auf.

### In der Nationalmannschaft
Ramunė Pekarskytė lief zwischen 1996 und 2009 für die litauische Nationalmannschaft auf. Nach dem Erhalt der isländischen Staatsangehörigkeit im Jahr 2012 gehörte sie dem Kader der isländischen Nationalmannschaft an. Noch im selben Jahr nahm sie mit der isländischen Auswahl an der Europameisterschaft teil, mit der sie nach der Vorrunde ausschied.